# Basilica della Santissima Annunziata Maggiore

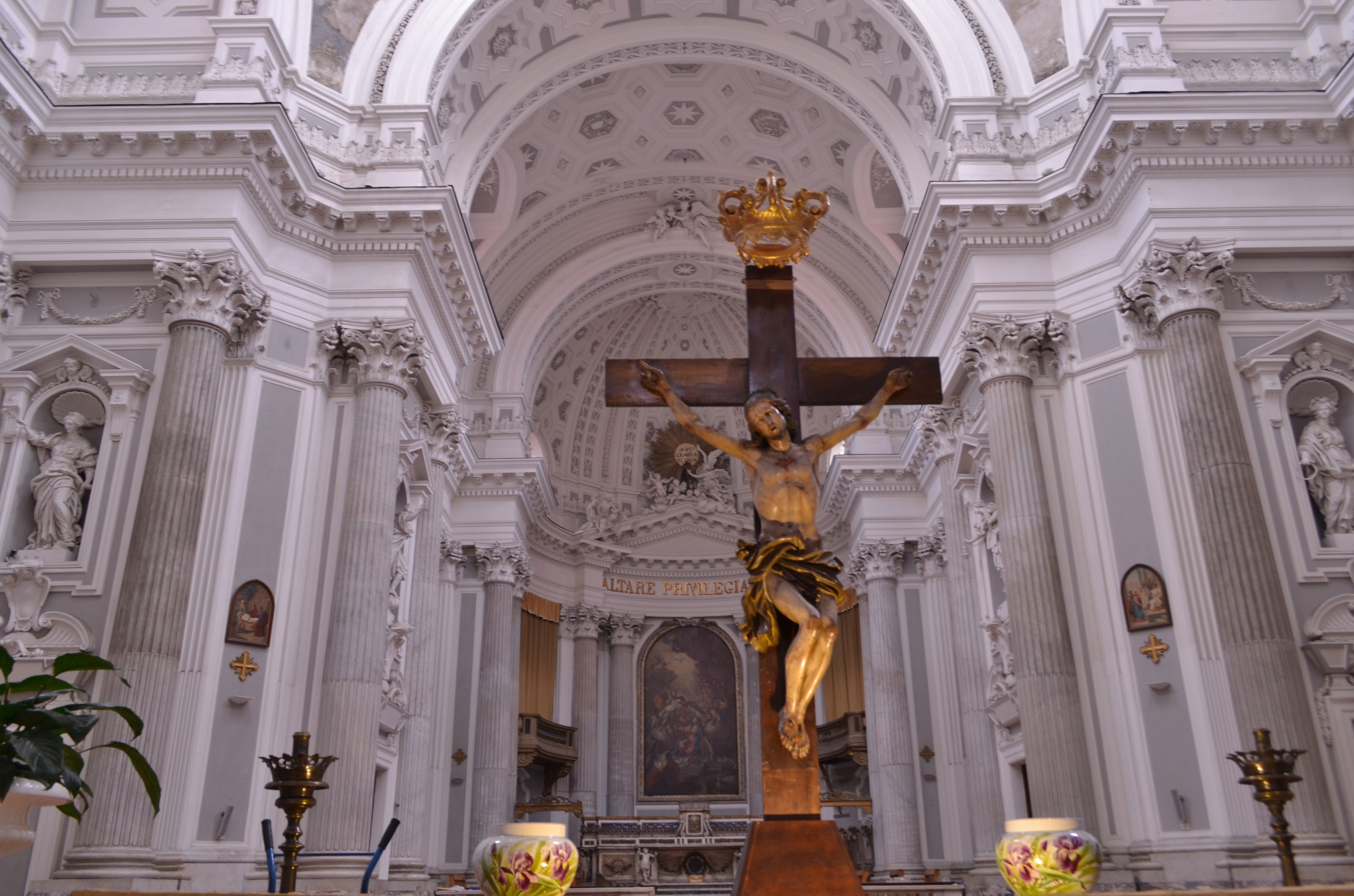
L'altare maggiore

La basilica della Santissima Annunziata Maggiore è una chiesa di Napoli, situata nel quartiere Pendino nei pressi di Forcella, nel centro storico della città.

## L'istituzione: la Real Casa dell'Annunziata di Napoli
La basilica attuale fa parte di un vasto complesso monumentale costituito in origine, oltre che dalla chiesa, da un ospedale, un convento, un ospizio per i trovatelli ed un "conservatorio" per le esposte (le ragazze povere e/o prive di famiglia, che venivano internate per conservarne la virtù, ma anche fornite di una piccola dote per essere maritate).
L'istituzione, dedicata alla cura dell'infanzia abbandonata, era patrocinata dalla Congregazione della Santissima Annunziata, fondata nel 1318. Nel 1343 la regina Sancha d'Aragona, moglie di Roberto d'Angiò, provvide a dotare la congregazione, che crebbe, da allora, all'ombra dei re di Napoli, assumendo la veste giuridica di Real Casa dell'Annunziata di Napoli.
La congregazione, sostenuta dalle famiglie nobili di Napoli, fu ricca ed ebbe vita assai lunga, giungendo fino a metà del Novecento.
Nei secoli gli edifici che costituivano il complesso furono variamente rimaneggiati: l'edificio che ancora oggi ospita l'ospedale ginecologico e pediatrico fu restaurato ancora a metà del XVIII dai Borbone, come recitano le iscrizioni del cortile interno.

### La ruota degli esposti
Su via dell'Annunziata l'arco quattrocentesco d'ingresso al complesso dell'Annunziata, commissionato a Tommaso Malvito dalla famiglia Caetani di Fondi come portale della chiesa, che è molto simile a quello di Santa Maria in Piazza (Fondi). A sinistra di questo ingresso è ancora visibile - benché oggi chiuso - il pertugio attraverso cui venivano introdotti nella ruota gli "esposti", cioè i neonati che le madri abbandonavano, per miseria o perché illegittimi. La ruota e l'ambiente dove essi venivano ricevuti sono stati recentemente restaurati e sono visitabili (da questa condizione derivano i numerosissimi cognomi Esposito, Degli Esposti, Sposito e così via).
A partire dal XVI secolo esistono registri nei quali si annotavano il giorno e l'ora di ingresso, l'età e lineamenti del piccolo, e gli eventuali segni distintivi - abiti, biglietti o piccole doti - con i quali era stato consegnato. A volte si trattava di una parte di una moneta o di un cartiglio, grazie ai quali chi lo lasciava pensava di poterlo riconoscere e riprendere in tempi di miglior fortuna, più spesso i piccoli arrivavano solo con gli stracci che li coprivano.
La ruota fu chiusa nel 1875, ma ancora per diversi anni i piccoli continuarono ad essere esposti, nottetempo, sui gradini della chiesa.

## La basilica
La prima chiesa fu realizzata nel XIII secolo dagli Angioini.
L'edificio fu poi completamente ricostruito e ampliato a partire dal 1513; la ricostruzione fu presa in mano nel 1540 da Ferdinando Manlio.
La chiesa fu però quasi completamente distrutta da un grande incendio nel 1757 ed i lavori di ristrutturazione vennero affidati a Luigi Vanvitelli. L'artista seppe riutilizzare gli ambienti cinquecenteschi, incorporandoli nell'attuale struttura, ma non riuscì a portare a termine i lavori che vennero proseguiti sotto la direzione del figlio Carlo.
Nella seconda guerra mondiale l'edificio fu gravemente danneggiato e si dovette sottoporlo ad un complicato restauro che interessò sia l'interno che l'esterno.

### Descrizione
La ricostruzione intrapresa nel Settecento conferì alla chiesa un aspetto tardo-barocco, in cui si avverte peraltro l'influenza del classicismo francese dei secoli XVII e XVIII.
All'esterno ciò è evidente nella facciata, caratterizzata da un andamento leggermente concavo e ornata con due ordini sovrapposti di colonne classiche.
Sulla sinistra della chiesa è conservato il possente campanile cinquecentesco.

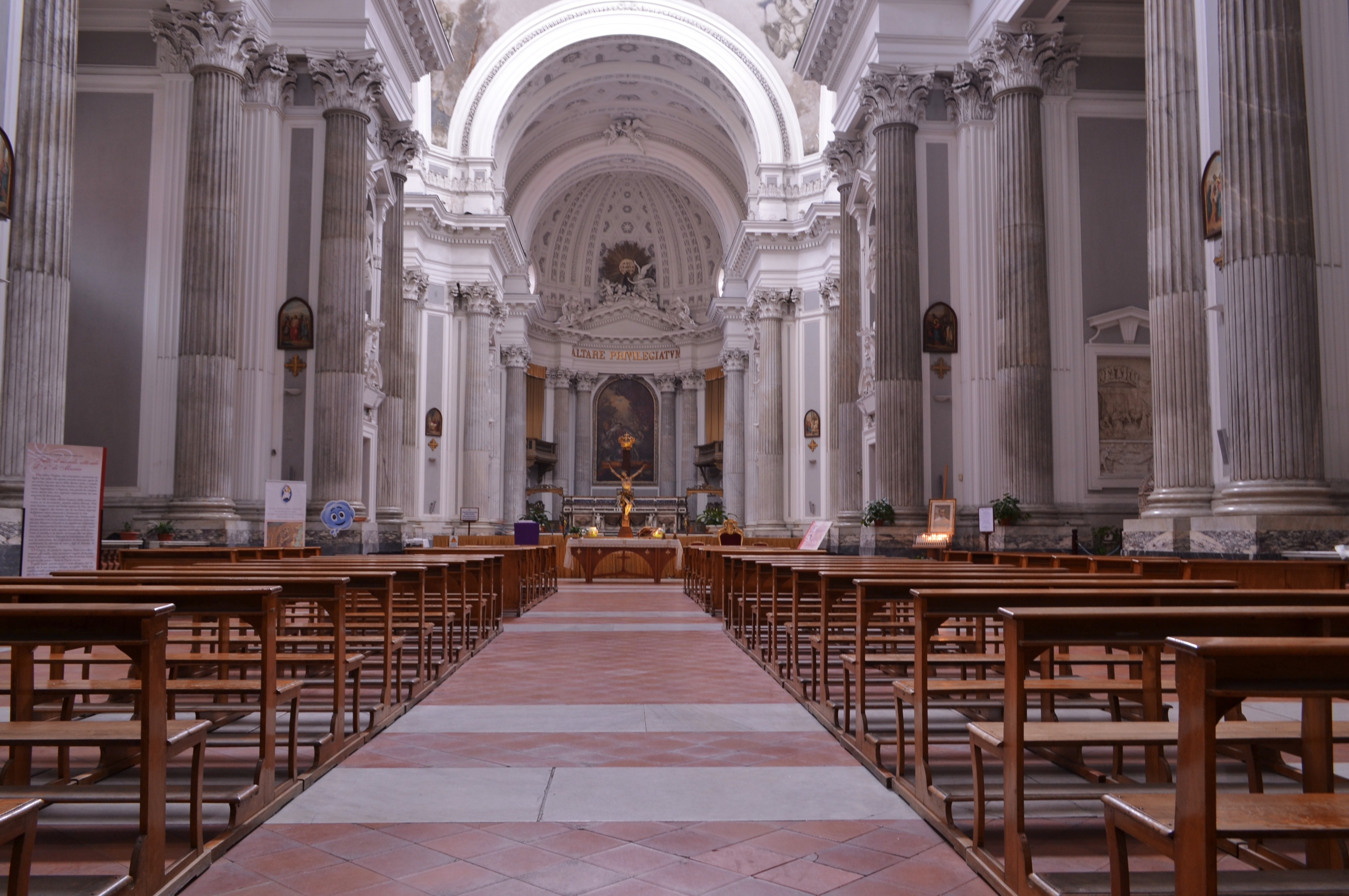
Altra visuale dell'interno

L'interno, a croce latina con navata unica e sei cappelle laterali, è considerato tra le più belle creazioni di Luigi Vanvitelli; si presenta molto ampio e prevale il suo principale intervento settecentesco e del figlio Carlo (la disposizione delle 44 colonne corinzie che raccordano la navata alle cappelle laterali).
In particolare, le cappelle laterali, intervallate dalle possenti colonne binate, richiamano alla mente l'articolazione della Cappella Palatina nella Reggia di Caserta, realizzata proprio da Luigi Vanvitelli.
Dal punto di vista artistico, all'interno è da citare la Cappella Carafa, scampata al disastroso incendio, che ha conservato in maniera intatta marmi e monumenti sepolcrali del XVI secolo, e la Cappella del Tesoro, edificata alla fine del Cinquecento da Giovan Battista Cavagna per custodire le reliquie dei Santi provenienti dal feudo di Lesina, donato alla Real Casa dell'Annunziata da Margherita di Durazzo nel 1411. La sacrestia possiede affreschi di Belisario Corenzio (Le storie del Vecchio Testamento, 1605-1607), mentre gli arredi lignei intagliati sono di Giovanni da Nola, Salvatore Caccavello, Girolamo D'Auria e Nunzio Ferraro.
Un ulteriore elemento di spicco è sicuramente la maestosa cupola di Carlo Vanvitelli che, insediata su un alto tamburo, dona maestosità all'intera struttura. L'altezza della chiesa raggiunge i 67 metri.
Tra gli elementi recuperati dell'edificio cinquecentesco è la sepoltura di Francesco Nomicisio, nativo di Tropea, vescovo di Lesina, che dopo 24 anni di governo, morì a Napoli nel 1507 e fu sepolto in questa basilica, di cui era stato rettore, con questo epitaffio: «REVERENDO DOMINO FRANCESCO NOMICISIO HUIUS ALMAE BASILICAE RECTORI ET PONTIFICI LESINESI MAGISTRI SEPULCRUM FECERE AN. SAL. MDVII».

### La chiesa sotterranea: Il succorpo

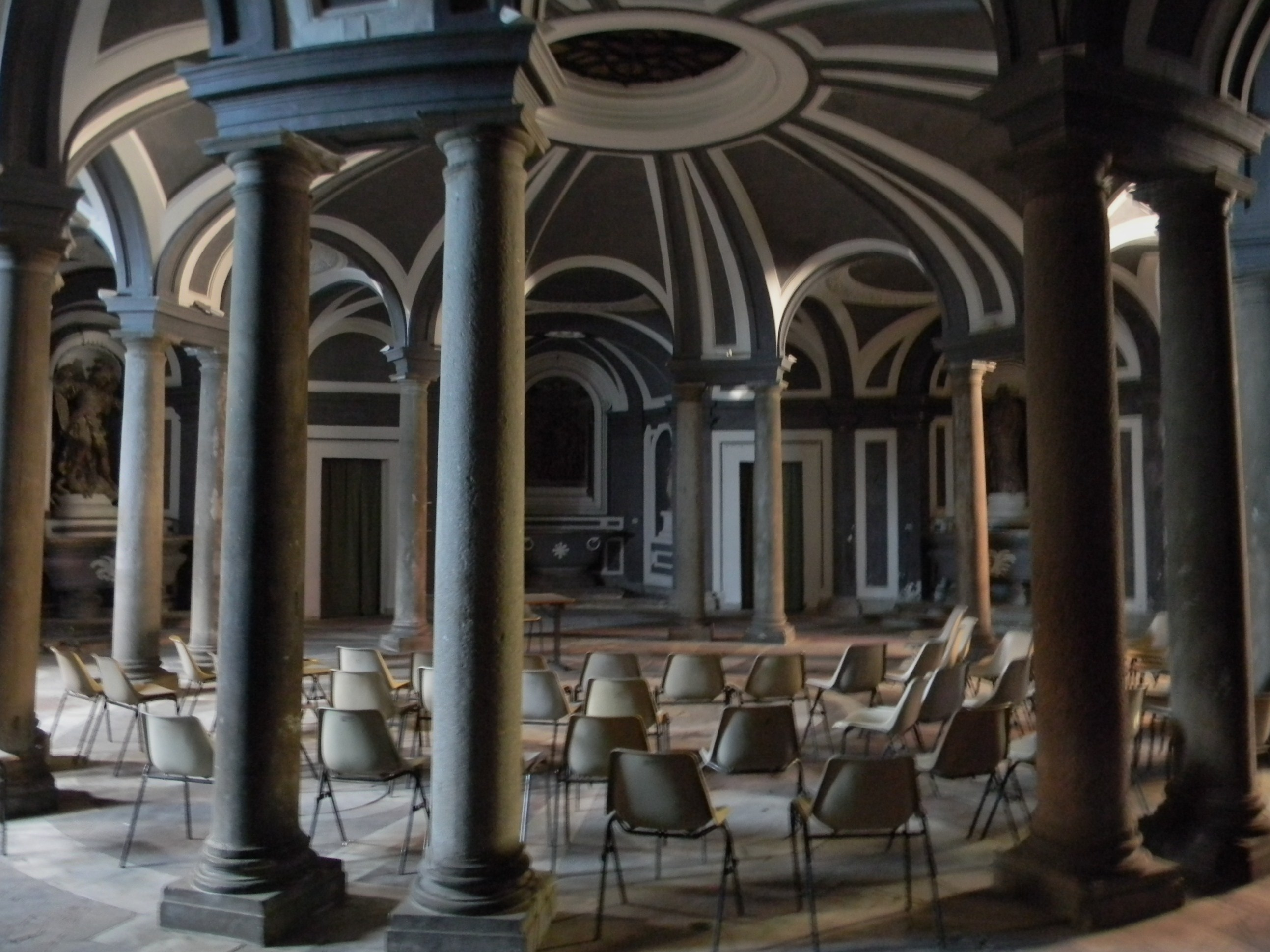
La chiesa sotterranea: il succorpo dell'Annunziata

Per consentire le celebrazioni religiose anche durante i lavori di ricostruzione, il Vanvitelli realizzò una chiesa sotterranea, indipendente da quella superiore, anche se posta in corrispondenza della cupola.
Si tratta di un ambiente particolare ed architettonicamente complesso: seminterrato, rispetto al livello del cortile, a pianta circolare e a volta ribassata, con sei nicchie-altare nelle quali Vanvitelli sistemò alcune delle sculture sopravvissute all'incendio della chiesa cinquecentesca, più due aperture diametrali per le porte che aprono il cerchio. La particolarità dello spazio interno è sottolineata da un ulteriore cerchio interno costituito da otto coppie di colonne tuscaniche.
Tra le sculture presenti si ricordano una Madonna con Bambino di Domenico Gagini, il Battesimo di Gesù di Andrea Ferrucci (1507) ed altre settecentesche di Francesco Pagano.